# 별내휴게소
별내휴게소(別內休憩所, Byeollae Service Area)는 경기도 남양주시 별내면에 위치한 세종포천고속도로의 휴게소이다. 주소는 경기도 남양주시 별내면 구리포천고속도로 14이다. 포천방향에만 휴게소가 존재한다.

## 시설
- 주차장
- 화장실
- 식당
- 브랜드매장 : 탐앤탐스, 롯데리아, CU, 죠스떡볶이
- 정유소: HD현대오일뱅크
- LPG충전소 : HD현대오일뱅크
- 현금 자동 입출금기
- 전기차충전소

## 전후
포천 방향
- 남별내 나들목 ← 별내휴게소 ← 동의정부 나들목
- 남별내 나들목 ← 별내휴게소 ← 처인휴게소

안성 방향
- 남별내 나들목 → 별내휴게소 → 동의정부 나들목
- 처인휴게소 → 별내휴게소 → 의정부 휴게소